# Acalypha leonii
Acalypha leonii är en törelväxtart som beskrevs av Henri Ernest Baillon. Acalypha leonii ingår i släktet akalyfor, och familjen törelväxter. Inga underarter finns listade i Catalogue of Life.